# جان اف. شفروث
جان اف. شفروث (به انگلیسی: John Franklin Shafroth) سناتور سابق عضو حزب دموکرات ایالات متحده آمریکا بود. وی در سال ۱۹۱۳ تا ۱۹۱۹ میلادی سناتور ایالت کلرادو در سنای ایالات متحده آمریکا بود.